# Spathiphyllum
Spathiphyllum (cea mai importantă specie fiind Spathiphyllum Schott, cunoscută și sub numele de „Crinul Păcii” sau „Alexia”) este un gen de plante originar din America de Sud.

## Informații botanice
Spathiphyllum face parte din familia Araceae alături de: Aglaonema, Anthurium, Caladium, Dieffenbachia, Philodendron, etc.

## Cultivare și utilizări
Mai multe specii sunt plante de interior populare. Trăiește cel mai bine la umbră și are nevoie de puțină lumină solară pentru a se dezvolta, fiind udată aproximativ o dată pe săptămână. Cel mai bine este ca solul să fie lăsat umed, dar are nevoie de udare doar dacă solul este uscat. Studiul NASA Clean Air Study a constatat că Spathiphyllum curăță anumiți contaminanți gazoși din mediul înconjurător, inclusiv benzenul și formaldehida. Cu toate acestea, testele ulterioare au arătat că acest efect de curățare este mult prea mic pentru a fi practic.

### Îngrijire
Spathiphyllum ca de altfel majoritatea plantelor tropicale înflorește în aproape orice sol bine drenat. Majoritatea crescătorilor folosesc un amestec de turbă, scoarță și nisip. 
Cu toate că Spathiphyllum este cultivată în ghivece de 7.5 – 42 cm cele mai des folosite sunt ghivecele de 15, 20, 25, 35 cm. 
Udarea se face în general săptămânal în funcție de condițiile de mediu ale locului unde se găsește planta (căldură, umiditatea atmosferică, lumină, etc.). 
Mulți cultivatori pun foarte multă apă astfel încât pământul mustește, solul trebuie menținut jilav, dar nu trebuie ca apa să fie în exces. Pământul trebuie să se usuce puțin între două udări. Uscarea excesivă a solului poate duce la ofilirea și îngălbenirea frunzelor. 
Când udați planta folosiți apa la temperatura camerei. Dacă folosiți apa de la rețeaua de apă a orașului lăsați-o o perioadă pentru ca clorul să se poată evapora.
Spathiphyllum supraviețuiește luminii scăzute din interiorul locuinței dar preferă camerele luminoase. Se pot așeza lângă ferestrele sudice în spatele perdelei. Nu se vor pune plantele în soare direct deoarece frunzele vor fi arse.
În general Spathiphyllum nu are nevoie să fie fertilizat. Dacă totuși doriți să îl fertilizați puteți folosi un fertilizant echilibrat (ca de exemplu 20 - 20 - 20) (N - P - K). 
Plantele de interior cresc în general încet și de aceea nu prea au nevoie de fertilizare. Când fertilizați folosiți o concentrație de aproximativ 1/4 din cea recomandată.
Fertilizarea în exces poate duce la arderea vârfurilor rădăcinii.

### Temperatură
Spathiphyllum preferă o temperatură în timpul zilei între 20 - 29 °C și 15 - 24 °C. Curentul și temperaturile scăzute (5 - 10 °C) încetinesc considerabil creșterea. Perioadele în care temperaturile scad sub 5 °C pot cauza distrugeri ale frunzelor, tulpini și rădăcini.

### Umiditate
Umiditatea ideală este cuprinsă între 25 - 30%, dar Spathiphyllum poate tolera pe o perioada lungă și o umiditate de 10 - 15%.
Boli și dăunători
Unul din marile avantaje ale cultivării Spathiphyllum este acela că are puține probleme cu dăunătorii.
Cele mai întâlnite probleme sunt bolile rădăcinii și ale tulpinii și ele sunt datorate în special surplusului de apă. 
Deoarece Spathiphyllum are frunze late acestea trebuie șterse periodic cu o cârpă umedă pentru a înlătura praful, ocazie cu care vor fi înlăturați și o seamă de dăunători care se adună în general pe partea inferioară a frunzelor.

## Toxicitate
Deși este numit "crin", crinul păcii nu este un crin adevărat din familia Liliaceae. Crinii adevărați sunt foarte toxici (otrăvitori) pentru pisici și câini, dar crinul păcii, spathiphyllum, este doar ușor toxic pentru oameni și alte animale atunci când este ingerat. Acesta conține cristale de oxalat de calciu, care pot provoca iritații ale pielii, senzație de arsură în gură, dificultăți la înghițire și greață, dar nu conține toxinele găsite în crinii adevărați, care ar putea provoca insuficiență renală acută la pisici și la alte câteva animale.

## Înmulțire
Înmulțirea se poate face prin semințe sau prin divizarea tufei. Pe scară industrială înmulțirea se face "in vitro".

## Galerie de imagini

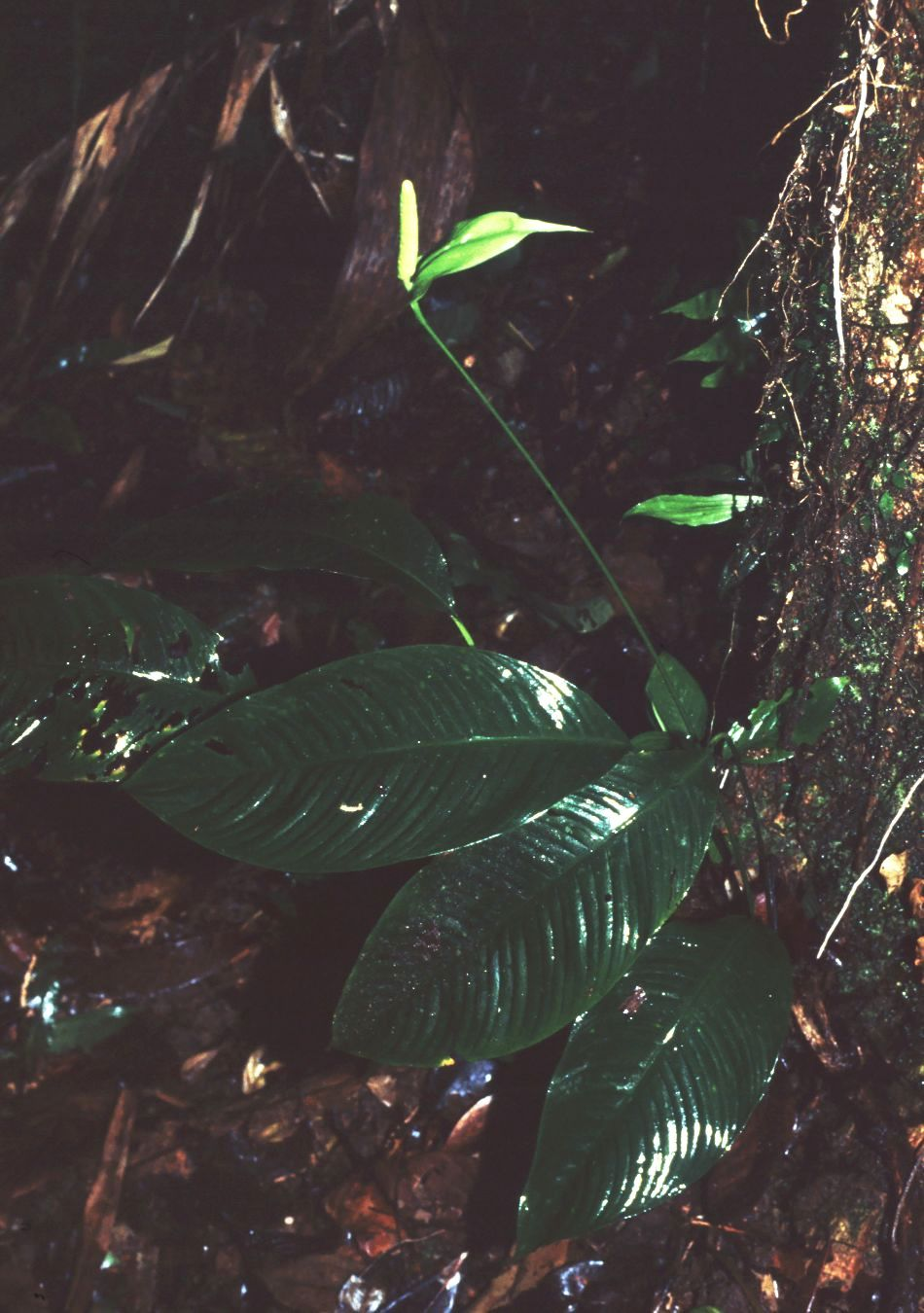
Spathiphyllum silvicola, Parcul național Piedras Blancas, Costa Rica
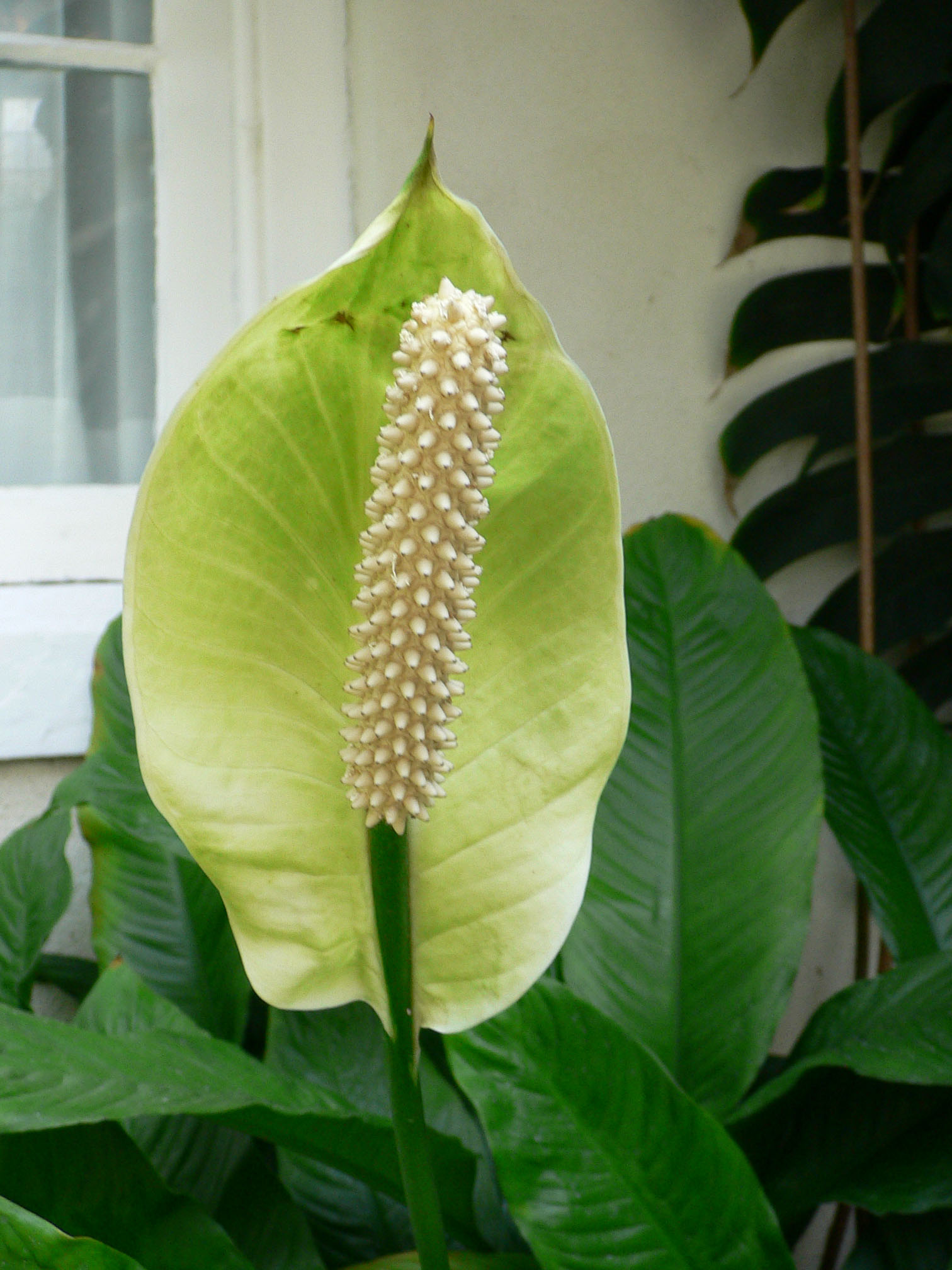
Flori de Spathiphyllum floribundum
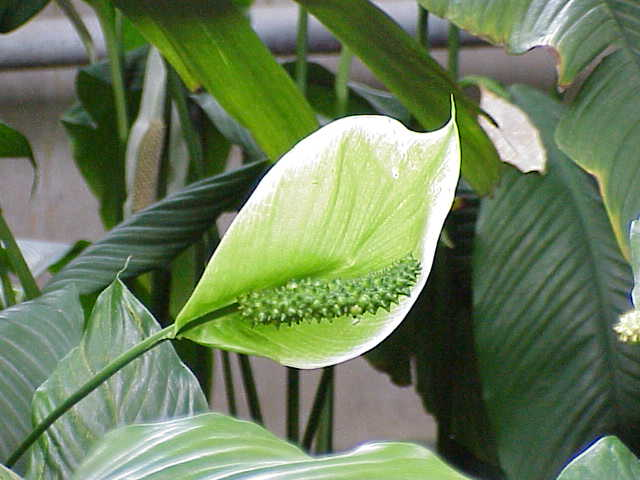
Spathiphyllum cochlearispathum